# Holle-Denkmal

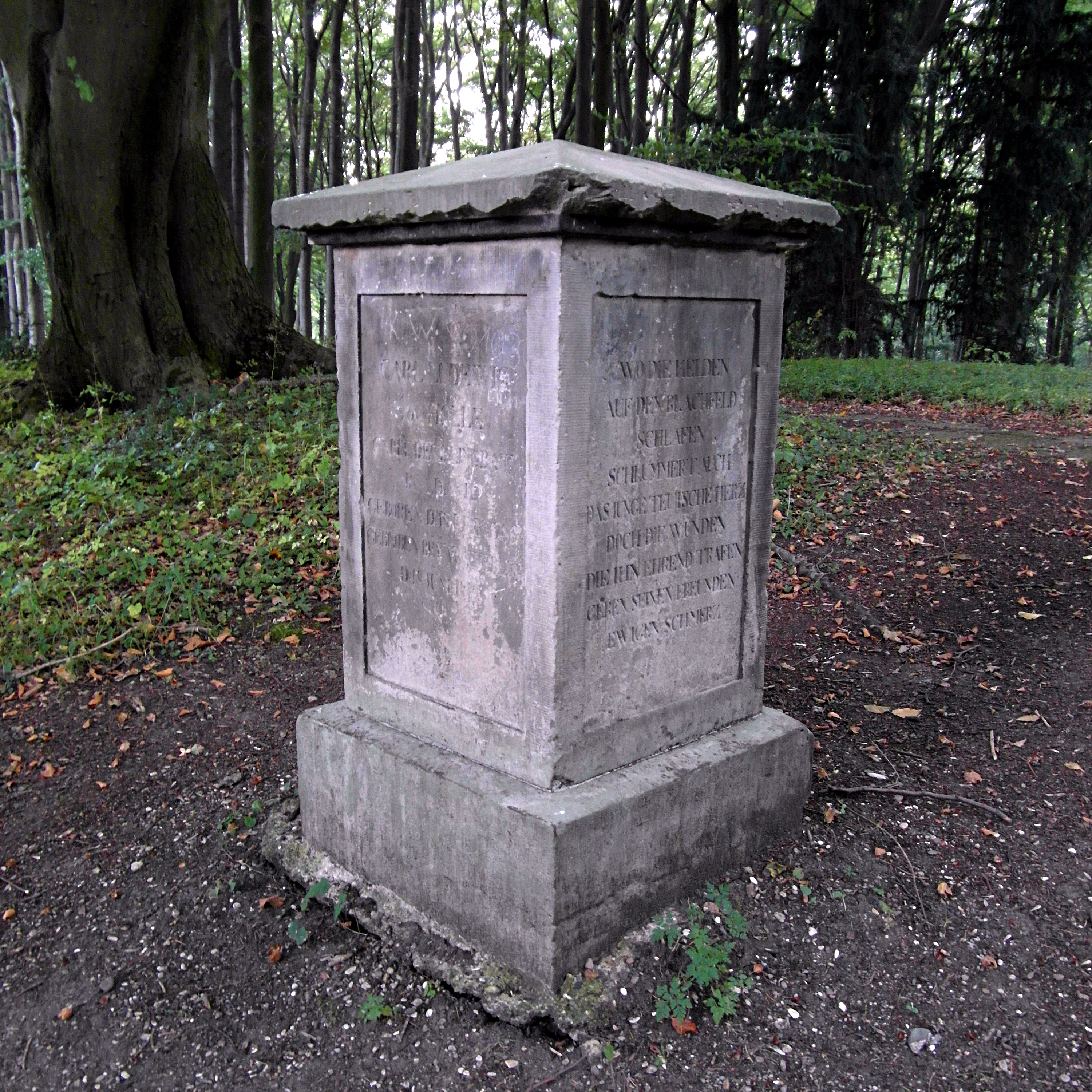
Das Holle-Denkmal auf dem Suerser Berg

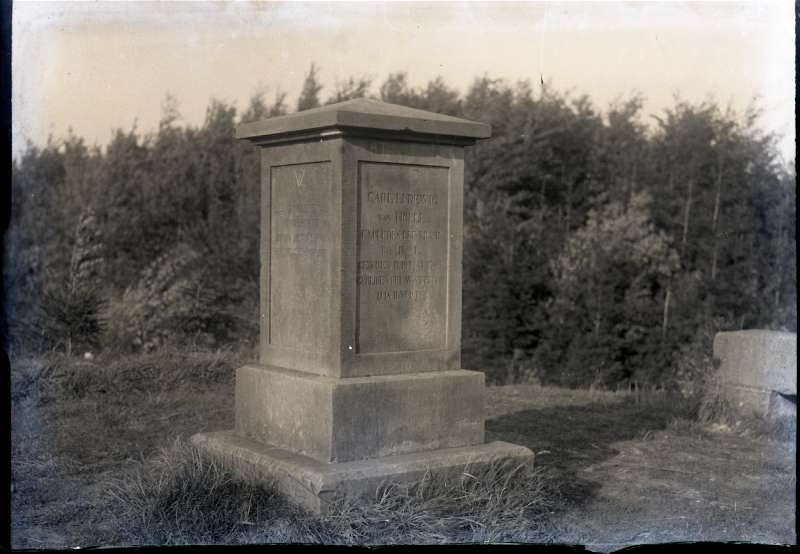
Das Holle-Denkmal auf der unbewaldeten Bergkuppe;
Foto von August Kageler, 1940, Bildarchiv der Region Hannover

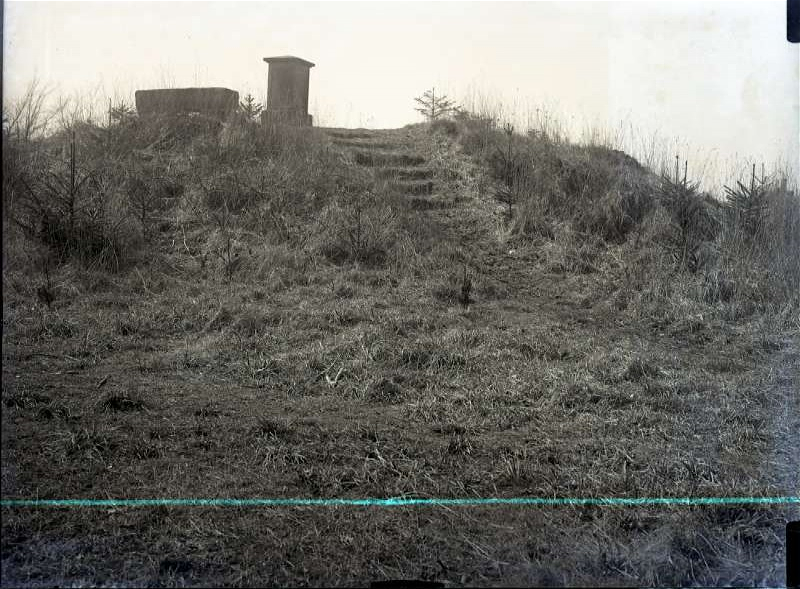
Treppe zum Holle-Denkmal um 1940;
August Kageler, Bildarchiv der Region Hannover

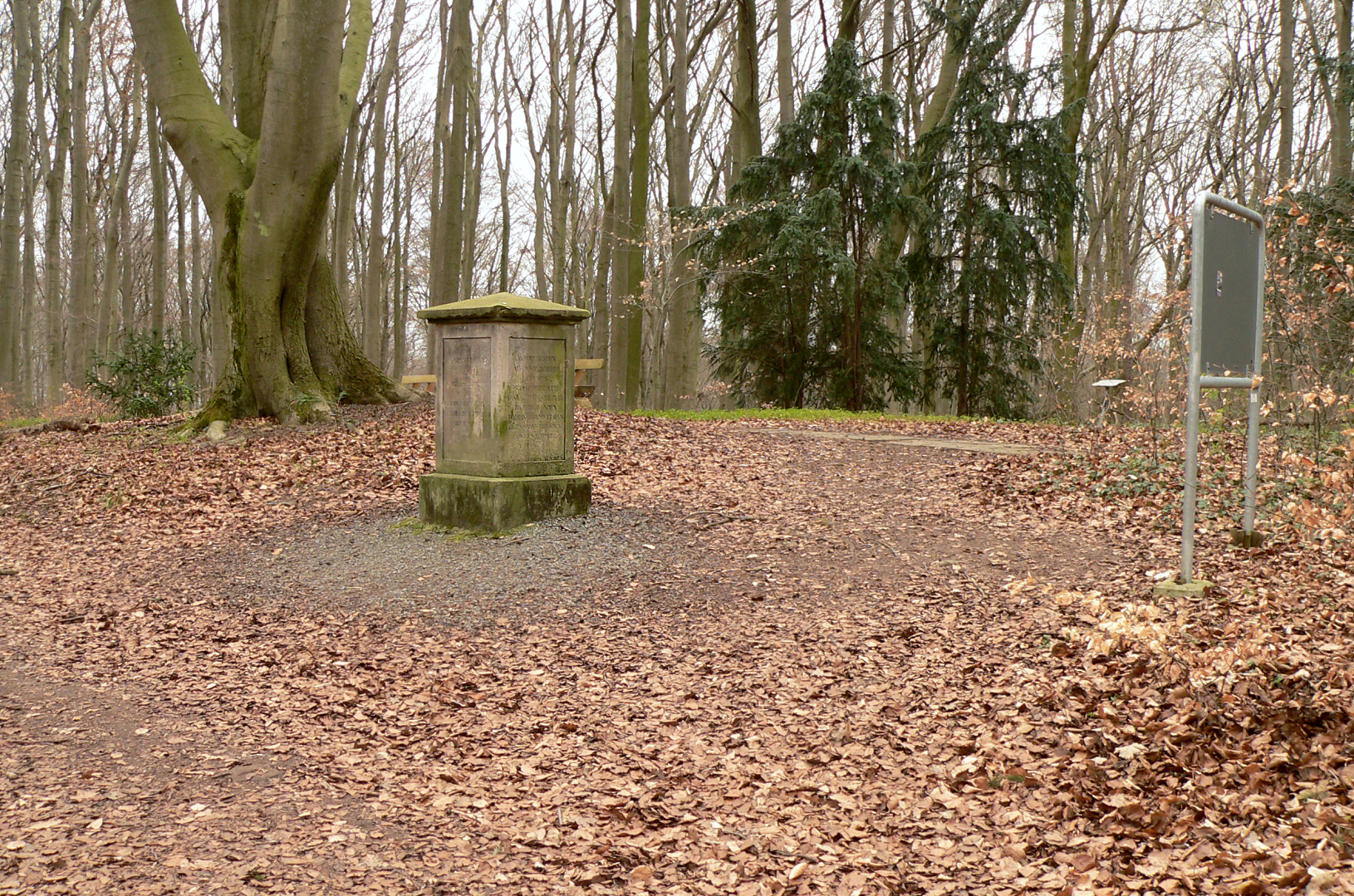
Das Denkmal und sein Umfeld mit der Informationstafel, 2021

Das Holle-Denkmal auf dem Suerser Berg als Teil des Gehrdener Berges bei Gehrden, Region Hannover ist dem in der Schlacht bei Waterloo am 18. Juni 1815 gefallenen Offizier Carl Ludewig von Holle gewidmet. Aufgestellt wurde es von seinen Freunden und von von Holles Jugendfreund Otto von Reden, mit dem der Vollwaise auf dem Rittergut Franzburg aufgewachsen war.
Die Heimatbund-Gruppe Gehrden ließ um 2016 zudem eine Informationstafel mit dem Foto eines Gemäldes des Offiziers aufstellen und einem Text unter der Überschrift „Wer war Carl Ludwig von Holle?“

## Inschriften
Die Inschriften auf dem Denkmal lauten: